# OA (canción)
''OA'' es una canción del cantante puertorriqueño Anuel AA, el cantante colombiano Maluma y el cantante español Quevedo, en colaboración con los productores puertorriqueños Mambo Kingz y el DJ y compositor puertorriqueño DJ Luian. Fue lanzada el 13 de octubre de 2023 bajo la discográfica Hear This Music.

## Antecedentes y lanzamiento
OA es un tema que vuelve a unir a los artistas Anuel AA y Maluma después de su tema colaborativo “Diablo, Qué Chimba” publicado el 23 de marzo de 2023. El videoclip fue lanzado el 13 de octubre de 2023 en el canal de Hear This Music horas después de que el audio de la canción fuese filtrado, por lo que no tuvo promoción.

### Video musical
El videoclip está protagonizado por los propios artistas y productores del tema. Actualmente el videoclip acumula 150 millones de reproducciones en YouTube.

## Posicionamiento en listas

### Semanales
| Listas (2022)                         | Mejor posición |
| ------------------------------------- | -------------- |
| República Dominicana (Monitor Latino) | 5              |
| Ecuador (Monitor Latino)              | 12             |
| España (Promusicae)                   | 5              |
| España Songs (Billboard)              | 5              |
| Venezuela (Monitor Latino)            | 10             |

## Certificaciones
| País                | Certificación | Uds. vendidas |
| ------------------- | ------------- | ------------- |
| España (PROMUSICAE) | 3xPlatino     | 180.000       |